# Xabànovo
Xabànovo (en rus: Шабаново) és un poble de l'óblast de Nóvgorod, a Rússia, segons el cens del 2010 no tenia cap habitant.